# Itakura
Itakura (板倉町, Itakura-machi) est un bourg du district d'Ōra, dans la préfecture de Gunma, au Japon.

## Géographie

### Situation
Itakura est situé dans le nord de la plaine du Kantō, à l'extrême sud de la préfecture de Gunma, bordé par la préfecture de Saitama au sud et la préfecture de Tochigi au nord.

### Démographie
Au 1er janvier 2014, la population d'Itakura s'élevait à 15 273 habitants répartis sur une superficie de 41,84 km2. Elle était de 13 808 habitants en avril 2023.

### Hydrographie
Le bourg est traversé par le fleuve Tone et bordé par la rivière Watarase au nord.

## Histoire
Le bourg d'Itakura a été créé le 1er février 1955, de la fusion des anciens villages de Nishiyada, Ebise, Ōgano et Inara.

## Transports
Itakura est desservi par la ligne Tōbu Nikkō à la gare d'Itakura Tōyōdai-mae. 